# Habib Abou Chahla
Pour les articles homonymes, voir Abou Chahla (homonymie).
Le nom de famille de cette personne est Abou Chahla.
Habib Abou Chahla (en arabe : حبيب أبو شهلا), né à Beyrouth en 1902 et mort en 1957, est homme politique libanais.

## Biographie
Chrétien grec-orthodoxe, Habib Abou Chahla fit des études à l'université américaine de Beyrouth avant de soutenir sa thèse de droit en 1924 à l'université de Paris (intitulée « L'Extinction des Capitulations en Turquie et dans les Régions Arabes »).
Il fut président du Parlement libanais entre le 22 octobre 1946 et le 7 avril 1947 et à de nombreuses reprises ministre du gouvernement libanais.
Abou Chahla est particulièrement connu pour sa participation à la lutte pour l'indépendance du Liban en 1943. Il fut alors vice-Premier ministre du gouvernement de Riyad es-Solh. En novembre 1943, le Premier ministre, le Président de la République Béchara el-Khoury, quatre autres ministres et un député furent arrêtés par les forces françaises. Habib Abou Chahla se retrancha alors avec l'Émir Magid Arslan dans le village de Bchamoun et constituèrent le gouvernement du Liban libre.
Le Liban obtint son indépendance le 22 novembre 1943. Abou Chahla conserva son poste de vice-premier ministre jusqu'en janvier 1945 
.

## Postérité
Une rue de Beyrouth porte son nom.